# Meconopsis rebeccae
Meconopsis rebeccae är en vallmoväxtart som beskrevs av H.S. Debnath och M.P. Nayar. Meconopsis rebeccae ingår i släktet bergvallmor, och familjen vallmoväxter. Inga underarter finns listade i Catalogue of Life.